# 죽음의 표적
《죽음의 표적》(영어: Marked for Death)은 미국에서 제작된 드와이트 H. 리틀 감독의 1990년 액션 영화이다. 스티븐 서갈 등이 출연하였고, 마이클 그레이스 등이 제작에 참여하였다.

## 출연진
- 스티븐 서갈 - DEA 요원 존 해처 역
- 키스 데이비드 - 맥스 켈러 역
- 요안나 파추와 - 레슬리 다벌로스 교수 역
- 배질 월리스 - 스크루페이스 / 스크루페이스의 쌍둥이 형제 역
- 톰 라이트 - 찰스 마크스 형사 역
- 케빈 던 - FBI 요원 샐 러젤리 역
- 엘리자베스 그레이슨 - 멀리사 해처 역
- 대니엘 해리스 - 트레이시 해처 역
- 대니 트레이호 - 헥터 역
- 피터 제이슨 - DEA 부국장 피트 스톤 역
- 얼 보언 - 스타인 의사 역
- 테리 와이글 - 섹시한 여성 2 역
- 지미 클리프 - 본인 역

## 기타 제작진
- 공동 제작: 피터 맥그레거스콧
- 협력 제작: 줄리어스 R. 내소
- 배역: 패멀라 배스커, 펀 챔피언
- 미술: 롭 윌슨 킹
- 의상: 이저벨라 B. 밴수스트

## 우리말 녹음
SBS 성우진 (1995년 10월 27일)
- 신성호 - 해처 (스티븐 서갈)
- 이종오 - 스크루페이스 (배질 월리스)
- 이봉준 - 맥스 (키스 데이비드)
- 장승길 - 찰스 (톰 라이트)
- 김혜경 - 레슬리 (요안나 파추와)
- 조미란 - 멀리사 (엘리자베스 그레이슨)
- 유민석
- 최옥희
- 순동운
- 곽대홍
- 김준
- 임성표
- 김강산
- 성완경
- 홍성희